# Copa Sudamericana 2014
Navigation
Édition précédente Édition suivante
La Copa Sudamericana 2014, officiellement Copa Total Sudamericana 2014 pour des raisons de parrainage, est la 13e édition de la Copa Sudamericana, équivalent sud-américain de la Ligue Europa. Le vainqueur se qualifie pour la Copa Libertadores 2015, la Recopa Sudamericana 2015 et pour la Coupe Suruga Bank 2015. 47 clubs sont engagés dans cette édition : le tenant du titre et quatre clubs par fédération nationale, sauf pour les fédérations argentine et brésilienne, qui engagent respectivement six et huit clubs. Le Club Atlético Lanús est le tenant du titre.
C'est un autre club argentin, le CA River Plate, qui remporte la compétition cette année, après avoir battu les Colombiens de l'Atlético Nacional en finale. C'est le premier succès du club dans cette compétition alors que l'Atlético Nacional perd là sa deuxième finale de Copa Sudamericana (après l'échec lors de l'édition inaugurale, en 2002).

## Règles
Le format de la compétition est toujours le même et consiste en une série de matchs aller-retour à élimination directe. Les clubs sont départagés ainsi :
- Nombre de buts marqués sur l'ensemble des deux rencontres,
- Nombre de buts marqués à l'extérieur.

En cas d'égalité à la fin du second match, une séance de tirs au but est organisée. Il n'y a pas de prolongations.

## Clubs engagés
Les critères de qualification pour la compétition sont les mêmes que ceux utilisés lors de l'édition précédente. Le nombre de participants reste identique : chacune des fédérations membre de la CONMEBOL engage quatre équipes, à l'exception du Brésil et de l'Argentine, qui continuent à aligner respectivement huit et six formations. Le tenant du titre, le Club Atlético Lanús, est automatiquement qualifié pour les huitièmes de finale. 
| Phase finale | Phase finale | Phase finale | Phase finale | Phase finale | Phase finale | Phase finale | Phase finale | Phase finale | Phase finale | Phase finale | Phase finale | Phase finale | Phase finale | Phase finale | Phase finale |
| --- | --- | --- | --- | --- | --- | --- | --- | --- | --- | --- | --- | --- | --- | --- | --- |
| - Club Atlético Lanús - Tenant du titre | | | | | | | | | | | | | | | |
| Deuxième tour | | | | | | | | | | | | | | | |
| - Club Atlético River Plate - Vainqueur de la Superfinale 2013-2014 - Club Atlético Boca Juniors - 2e du classement cumulé 2013-2014 - Estudiantes de La Plata - 5e du classement cumulé 2013-2014 - Gimnasia y Esgrima La Plata - 7e du classement cumulé 2013-2014 - Godoy Cruz - 9e du classement cumulé 2013-2014 - CA Rosario Central - 10e du classement cumulé 2013-2014 | - Club Atlético River Plate - Vainqueur de la Superfinale 2013-2014 - Club Atlético Boca Juniors - 2e du classement cumulé 2013-2014 - Estudiantes de La Plata - 5e du classement cumulé 2013-2014 - Gimnasia y Esgrima La Plata - 7e du classement cumulé 2013-2014 - Godoy Cruz - 9e du classement cumulé 2013-2014 - CA Rosario Central - 10e du classement cumulé 2013-2014 | - Club Atlético River Plate - Vainqueur de la Superfinale 2013-2014 - Club Atlético Boca Juniors - 2e du classement cumulé 2013-2014 - Estudiantes de La Plata - 5e du classement cumulé 2013-2014 - Gimnasia y Esgrima La Plata - 7e du classement cumulé 2013-2014 - Godoy Cruz - 9e du classement cumulé 2013-2014 - CA Rosario Central - 10e du classement cumulé 2013-2014 | - Club Atlético River Plate - Vainqueur de la Superfinale 2013-2014 - Club Atlético Boca Juniors - 2e du classement cumulé 2013-2014 - Estudiantes de La Plata - 5e du classement cumulé 2013-2014 - Gimnasia y Esgrima La Plata - 7e du classement cumulé 2013-2014 - Godoy Cruz - 9e du classement cumulé 2013-2014 - CA Rosario Central - 10e du classement cumulé 2013-2014 | - Club Atlético River Plate - Vainqueur de la Superfinale 2013-2014 - Club Atlético Boca Juniors - 2e du classement cumulé 2013-2014 - Estudiantes de La Plata - 5e du classement cumulé 2013-2014 - Gimnasia y Esgrima La Plata - 7e du classement cumulé 2013-2014 - Godoy Cruz - 9e du classement cumulé 2013-2014 - CA Rosario Central - 10e du classement cumulé 2013-2014 | - Club Atlético River Plate - Vainqueur de la Superfinale 2013-2014 - Club Atlético Boca Juniors - 2e du classement cumulé 2013-2014 - Estudiantes de La Plata - 5e du classement cumulé 2013-2014 - Gimnasia y Esgrima La Plata - 7e du classement cumulé 2013-2014 - Godoy Cruz - 9e du classement cumulé 2013-2014 - CA Rosario Central - 10e du classement cumulé 2013-2014 | - Club Atlético River Plate - Vainqueur de la Superfinale 2013-2014 - Club Atlético Boca Juniors - 2e du classement cumulé 2013-2014 - Estudiantes de La Plata - 5e du classement cumulé 2013-2014 - Gimnasia y Esgrima La Plata - 7e du classement cumulé 2013-2014 - Godoy Cruz - 9e du classement cumulé 2013-2014 - CA Rosario Central - 10e du classement cumulé 2013-2014 | - Club Atlético River Plate - Vainqueur de la Superfinale 2013-2014 - Club Atlético Boca Juniors - 2e du classement cumulé 2013-2014 - Estudiantes de La Plata - 5e du classement cumulé 2013-2014 - Gimnasia y Esgrima La Plata - 7e du classement cumulé 2013-2014 - Godoy Cruz - 9e du classement cumulé 2013-2014 - CA Rosario Central - 10e du classement cumulé 2013-2014 | - Esporte Clube Vitória - 5e du championnat du Brésil 2013 - Goiás Esporte Clube - 6e du championnat du Brésil 2013 - São Paulo Futebol Clube - 9e du championnat du Brésil 2013 - Esporte Clube Bahia - 12e du championnat du Brésil 2013 - Sport Club Internacional - 13e du championnat du Brésil 2013 - Criciúma Esporte Clube - 14e du championnat du Brésil 2013 - Fluminense Football Club - 15e du championnat du Brésil 2013 - Sport Club do Recife - Vainqueur de la Copa do Nordeste 2014 | - Esporte Clube Vitória - 5e du championnat du Brésil 2013 - Goiás Esporte Clube - 6e du championnat du Brésil 2013 - São Paulo Futebol Clube - 9e du championnat du Brésil 2013 - Esporte Clube Bahia - 12e du championnat du Brésil 2013 - Sport Club Internacional - 13e du championnat du Brésil 2013 - Criciúma Esporte Clube - 14e du championnat du Brésil 2013 - Fluminense Football Club - 15e du championnat du Brésil 2013 - Sport Club do Recife - Vainqueur de la Copa do Nordeste 2014 | - Esporte Clube Vitória - 5e du championnat du Brésil 2013 - Goiás Esporte Clube - 6e du championnat du Brésil 2013 - São Paulo Futebol Clube - 9e du championnat du Brésil 2013 - Esporte Clube Bahia - 12e du championnat du Brésil 2013 - Sport Club Internacional - 13e du championnat du Brésil 2013 - Criciúma Esporte Clube - 14e du championnat du Brésil 2013 - Fluminense Football Club - 15e du championnat du Brésil 2013 - Sport Club do Recife - Vainqueur de la Copa do Nordeste 2014 | - Esporte Clube Vitória - 5e du championnat du Brésil 2013 - Goiás Esporte Clube - 6e du championnat du Brésil 2013 - São Paulo Futebol Clube - 9e du championnat du Brésil 2013 - Esporte Clube Bahia - 12e du championnat du Brésil 2013 - Sport Club Internacional - 13e du championnat du Brésil 2013 - Criciúma Esporte Clube - 14e du championnat du Brésil 2013 - Fluminense Football Club - 15e du championnat du Brésil 2013 - Sport Club do Recife - Vainqueur de la Copa do Nordeste 2014 | - Esporte Clube Vitória - 5e du championnat du Brésil 2013 - Goiás Esporte Clube - 6e du championnat du Brésil 2013 - São Paulo Futebol Clube - 9e du championnat du Brésil 2013 - Esporte Clube Bahia - 12e du championnat du Brésil 2013 - Sport Club Internacional - 13e du championnat du Brésil 2013 - Criciúma Esporte Clube - 14e du championnat du Brésil 2013 - Fluminense Football Club - 15e du championnat du Brésil 2013 - Sport Club do Recife - Vainqueur de la Copa do Nordeste 2014 | - Esporte Clube Vitória - 5e du championnat du Brésil 2013 - Goiás Esporte Clube - 6e du championnat du Brésil 2013 - São Paulo Futebol Clube - 9e du championnat du Brésil 2013 - Esporte Clube Bahia - 12e du championnat du Brésil 2013 - Sport Club Internacional - 13e du championnat du Brésil 2013 - Criciúma Esporte Clube - 14e du championnat du Brésil 2013 - Fluminense Football Club - 15e du championnat du Brésil 2013 - Sport Club do Recife - Vainqueur de la Copa do Nordeste 2014 | - Esporte Clube Vitória - 5e du championnat du Brésil 2013 - Goiás Esporte Clube - 6e du championnat du Brésil 2013 - São Paulo Futebol Clube - 9e du championnat du Brésil 2013 - Esporte Clube Bahia - 12e du championnat du Brésil 2013 - Sport Club Internacional - 13e du championnat du Brésil 2013 - Criciúma Esporte Clube - 14e du championnat du Brésil 2013 - Fluminense Football Club - 15e du championnat du Brésil 2013 - Sport Club do Recife - Vainqueur de la Copa do Nordeste 2014 | - Esporte Clube Vitória - 5e du championnat du Brésil 2013 - Goiás Esporte Clube - 6e du championnat du Brésil 2013 - São Paulo Futebol Clube - 9e du championnat du Brésil 2013 - Esporte Clube Bahia - 12e du championnat du Brésil 2013 - Sport Club Internacional - 13e du championnat du Brésil 2013 - Criciúma Esporte Clube - 14e du championnat du Brésil 2013 - Fluminense Football Club - 15e du championnat du Brésil 2013 - Sport Club do Recife - Vainqueur de la Copa do Nordeste 2014 |
| Premier tour | | | | | | | | | | | | | | | |
| - Club Deportivo San José - 3e du Tournoi Clôture 2013 - Club Deportivo Jorge Wilstermann - 4e du Tournoi Ouverture 2013 - Club Atlético Nacional Potosí - 5e du Tournoi Ouverture 2013 - Universitario de Sucre >- 6e du Tournoi Ouverture 2013 - Club de Deportes Iquique - Vainqueur de la Copa Chile 2013 - Club Deportivo Huachipato - Finaliste de la Copa Chile 2013 - Club de Deportes Cobresal - Vainqueur de la Liguilla du Tournoi de clôture 2014 - CD Universidad Católica - 1er du classement cumulé 2013-2014 - Atlético Nacional - Vainqueur de la Copa Colombia 2013 - Asociación Deportivo Cali - Vainqueur de la Superliga Colombiana 2014 - Millonarios Fútbol Club - 4e du classement cumulé 2013 - Itagüí Ditaires - 5e du classement cumulé 2013 - Club Sport Emelec - Champion d'Équateur 2013 - Independiente del Valle - Vice-champion d'Équateur 2013 - LDU Loja - 5e du classement cumulé 2013 - CD Universidad Católica - 5e du classement cumulé 2013 | - Club Deportivo San José - 3e du Tournoi Clôture 2013 - Club Deportivo Jorge Wilstermann - 4e du Tournoi Ouverture 2013 - Club Atlético Nacional Potosí - 5e du Tournoi Ouverture 2013 - Universitario de Sucre >- 6e du Tournoi Ouverture 2013 - Club de Deportes Iquique - Vainqueur de la Copa Chile 2013 - Club Deportivo Huachipato - Finaliste de la Copa Chile 2013 - Club de Deportes Cobresal - Vainqueur de la Liguilla du Tournoi de clôture 2014 - CD Universidad Católica - 1er du classement cumulé 2013-2014 - Atlético Nacional - Vainqueur de la Copa Colombia 2013 - Asociación Deportivo Cali - Vainqueur de la Superliga Colombiana 2014 - Millonarios Fútbol Club - 4e du classement cumulé 2013 - Itagüí Ditaires - 5e du classement cumulé 2013 - Club Sport Emelec - Champion d'Équateur 2013 - Independiente del Valle - Vice-champion d'Équateur 2013 - LDU Loja - 5e du classement cumulé 2013 - CD Universidad Católica - 5e du classement cumulé 2013 | - Club Deportivo San José - 3e du Tournoi Clôture 2013 - Club Deportivo Jorge Wilstermann - 4e du Tournoi Ouverture 2013 - Club Atlético Nacional Potosí - 5e du Tournoi Ouverture 2013 - Universitario de Sucre >- 6e du Tournoi Ouverture 2013 - Club de Deportes Iquique - Vainqueur de la Copa Chile 2013 - Club Deportivo Huachipato - Finaliste de la Copa Chile 2013 - Club de Deportes Cobresal - Vainqueur de la Liguilla du Tournoi de clôture 2014 - CD Universidad Católica - 1er du classement cumulé 2013-2014 - Atlético Nacional - Vainqueur de la Copa Colombia 2013 - Asociación Deportivo Cali - Vainqueur de la Superliga Colombiana 2014 - Millonarios Fútbol Club - 4e du classement cumulé 2013 - Itagüí Ditaires - 5e du classement cumulé 2013 - Club Sport Emelec - Champion d'Équateur 2013 - Independiente del Valle - Vice-champion d'Équateur 2013 - LDU Loja - 5e du classement cumulé 2013 - CD Universidad Católica - 5e du classement cumulé 2013 | - Club Deportivo San José - 3e du Tournoi Clôture 2013 - Club Deportivo Jorge Wilstermann - 4e du Tournoi Ouverture 2013 - Club Atlético Nacional Potosí - 5e du Tournoi Ouverture 2013 - Universitario de Sucre >- 6e du Tournoi Ouverture 2013 - Club de Deportes Iquique - Vainqueur de la Copa Chile 2013 - Club Deportivo Huachipato - Finaliste de la Copa Chile 2013 - Club de Deportes Cobresal - Vainqueur de la Liguilla du Tournoi de clôture 2014 - CD Universidad Católica - 1er du classement cumulé 2013-2014 - Atlético Nacional - Vainqueur de la Copa Colombia 2013 - Asociación Deportivo Cali - Vainqueur de la Superliga Colombiana 2014 - Millonarios Fútbol Club - 4e du classement cumulé 2013 - Itagüí Ditaires - 5e du classement cumulé 2013 - Club Sport Emelec - Champion d'Équateur 2013 - Independiente del Valle - Vice-champion d'Équateur 2013 - LDU Loja - 5e du classement cumulé 2013 - CD Universidad Católica - 5e du classement cumulé 2013 | - Club Deportivo San José - 3e du Tournoi Clôture 2013 - Club Deportivo Jorge Wilstermann - 4e du Tournoi Ouverture 2013 - Club Atlético Nacional Potosí - 5e du Tournoi Ouverture 2013 - Universitario de Sucre >- 6e du Tournoi Ouverture 2013 - Club de Deportes Iquique - Vainqueur de la Copa Chile 2013 - Club Deportivo Huachipato - Finaliste de la Copa Chile 2013 - Club de Deportes Cobresal - Vainqueur de la Liguilla du Tournoi de clôture 2014 - CD Universidad Católica - 1er du classement cumulé 2013-2014 - Atlético Nacional - Vainqueur de la Copa Colombia 2013 - Asociación Deportivo Cali - Vainqueur de la Superliga Colombiana 2014 - Millonarios Fútbol Club - 4e du classement cumulé 2013 - Itagüí Ditaires - 5e du classement cumulé 2013 - Club Sport Emelec - Champion d'Équateur 2013 - Independiente del Valle - Vice-champion d'Équateur 2013 - LDU Loja - 5e du classement cumulé 2013 - CD Universidad Católica - 5e du classement cumulé 2013 | - Club Deportivo San José - 3e du Tournoi Clôture 2013 - Club Deportivo Jorge Wilstermann - 4e du Tournoi Ouverture 2013 - Club Atlético Nacional Potosí - 5e du Tournoi Ouverture 2013 - Universitario de Sucre >- 6e du Tournoi Ouverture 2013 - Club de Deportes Iquique - Vainqueur de la Copa Chile 2013 - Club Deportivo Huachipato - Finaliste de la Copa Chile 2013 - Club de Deportes Cobresal - Vainqueur de la Liguilla du Tournoi de clôture 2014 - CD Universidad Católica - 1er du classement cumulé 2013-2014 - Atlético Nacional - Vainqueur de la Copa Colombia 2013 - Asociación Deportivo Cali - Vainqueur de la Superliga Colombiana 2014 - Millonarios Fútbol Club - 4e du classement cumulé 2013 - Itagüí Ditaires - 5e du classement cumulé 2013 - Club Sport Emelec - Champion d'Équateur 2013 - Independiente del Valle - Vice-champion d'Équateur 2013 - LDU Loja - 5e du classement cumulé 2013 - CD Universidad Católica - 5e du classement cumulé 2013 | - Club Deportivo San José - 3e du Tournoi Clôture 2013 - Club Deportivo Jorge Wilstermann - 4e du Tournoi Ouverture 2013 - Club Atlético Nacional Potosí - 5e du Tournoi Ouverture 2013 - Universitario de Sucre >- 6e du Tournoi Ouverture 2013 - Club de Deportes Iquique - Vainqueur de la Copa Chile 2013 - Club Deportivo Huachipato - Finaliste de la Copa Chile 2013 - Club de Deportes Cobresal - Vainqueur de la Liguilla du Tournoi de clôture 2014 - CD Universidad Católica - 1er du classement cumulé 2013-2014 - Atlético Nacional - Vainqueur de la Copa Colombia 2013 - Asociación Deportivo Cali - Vainqueur de la Superliga Colombiana 2014 - Millonarios Fútbol Club - 4e du classement cumulé 2013 - Itagüí Ditaires - 5e du classement cumulé 2013 - Club Sport Emelec - Champion d'Équateur 2013 - Independiente del Valle - Vice-champion d'Équateur 2013 - LDU Loja - 5e du classement cumulé 2013 - CD Universidad Católica - 5e du classement cumulé 2013 | - Club Deportivo San José - 3e du Tournoi Clôture 2013 - Club Deportivo Jorge Wilstermann - 4e du Tournoi Ouverture 2013 - Club Atlético Nacional Potosí - 5e du Tournoi Ouverture 2013 - Universitario de Sucre >- 6e du Tournoi Ouverture 2013 - Club de Deportes Iquique - Vainqueur de la Copa Chile 2013 - Club Deportivo Huachipato - Finaliste de la Copa Chile 2013 - Club de Deportes Cobresal - Vainqueur de la Liguilla du Tournoi de clôture 2014 - CD Universidad Católica - 1er du classement cumulé 2013-2014 - Atlético Nacional - Vainqueur de la Copa Colombia 2013 - Asociación Deportivo Cali - Vainqueur de la Superliga Colombiana 2014 - Millonarios Fútbol Club - 4e du classement cumulé 2013 - Itagüí Ditaires - 5e du classement cumulé 2013 - Club Sport Emelec - Champion d'Équateur 2013 - Independiente del Valle - Vice-champion d'Équateur 2013 - LDU Loja - 5e du classement cumulé 2013 - CD Universidad Católica - 5e du classement cumulé 2013 | - Cerro Porteño - 1er du classement cumulé 2013 - Club Libertad - 4e du classement cumulé 2013 - Club Deportivo Capiatá - 5e du classement cumulé 2013 - Club General Díaz - 6e du classement cumulé 2013 - Club Alianza Lima - 4e du classement cumulé 2013 - Universidad César Vallejo - 5e du classement cumulé 2013 - Universidad Técnica de Cajamarca - 6e du classement cumulé 2013 - Inti Gas - 7e du classement cumulé 2013 - Danubio Fútbol Club - Champion d'Uruguay 2013-2014 - River Plate - 3e du classement cumulé 2013-2014 - Club Atlético Peñarol - 5e du classement cumulé 2013-2014 - Club Atlético Rentistas - 6e du classement cumulé 2013-2014 - Caracas Futbol Club - Vainqueur de la Copa Venezuela 2013 - Club Atlético Rentistas - 5e du classement cumulé 2013-2014 - Trujillanos Fútbol Club - Vainqueur des barrages pré-Sudamericana - Deportivo La Guaira - Vainqueur des barrages pré-Sudamericana | - Cerro Porteño - 1er du classement cumulé 2013 - Club Libertad - 4e du classement cumulé 2013 - Club Deportivo Capiatá - 5e du classement cumulé 2013 - Club General Díaz - 6e du classement cumulé 2013 - Club Alianza Lima - 4e du classement cumulé 2013 - Universidad César Vallejo - 5e du classement cumulé 2013 - Universidad Técnica de Cajamarca - 6e du classement cumulé 2013 - Inti Gas - 7e du classement cumulé 2013 - Danubio Fútbol Club - Champion d'Uruguay 2013-2014 - River Plate - 3e du classement cumulé 2013-2014 - Club Atlético Peñarol - 5e du classement cumulé 2013-2014 - Club Atlético Rentistas - 6e du classement cumulé 2013-2014 - Caracas Futbol Club - Vainqueur de la Copa Venezuela 2013 - Club Atlético Rentistas - 5e du classement cumulé 2013-2014 - Trujillanos Fútbol Club - Vainqueur des barrages pré-Sudamericana - Deportivo La Guaira - Vainqueur des barrages pré-Sudamericana | - Cerro Porteño - 1er du classement cumulé 2013 - Club Libertad - 4e du classement cumulé 2013 - Club Deportivo Capiatá - 5e du classement cumulé 2013 - Club General Díaz - 6e du classement cumulé 2013 - Club Alianza Lima - 4e du classement cumulé 2013 - Universidad César Vallejo - 5e du classement cumulé 2013 - Universidad Técnica de Cajamarca - 6e du classement cumulé 2013 - Inti Gas - 7e du classement cumulé 2013 - Danubio Fútbol Club - Champion d'Uruguay 2013-2014 - River Plate - 3e du classement cumulé 2013-2014 - Club Atlético Peñarol - 5e du classement cumulé 2013-2014 - Club Atlético Rentistas - 6e du classement cumulé 2013-2014 - Caracas Futbol Club - Vainqueur de la Copa Venezuela 2013 - Club Atlético Rentistas - 5e du classement cumulé 2013-2014 - Trujillanos Fútbol Club - Vainqueur des barrages pré-Sudamericana - Deportivo La Guaira - Vainqueur des barrages pré-Sudamericana | - Cerro Porteño - 1er du classement cumulé 2013 - Club Libertad - 4e du classement cumulé 2013 - Club Deportivo Capiatá - 5e du classement cumulé 2013 - Club General Díaz - 6e du classement cumulé 2013 - Club Alianza Lima - 4e du classement cumulé 2013 - Universidad César Vallejo - 5e du classement cumulé 2013 - Universidad Técnica de Cajamarca - 6e du classement cumulé 2013 - Inti Gas - 7e du classement cumulé 2013 - Danubio Fútbol Club - Champion d'Uruguay 2013-2014 - River Plate - 3e du classement cumulé 2013-2014 - Club Atlético Peñarol - 5e du classement cumulé 2013-2014 - Club Atlético Rentistas - 6e du classement cumulé 2013-2014 - Caracas Futbol Club - Vainqueur de la Copa Venezuela 2013 - Club Atlético Rentistas - 5e du classement cumulé 2013-2014 - Trujillanos Fútbol Club - Vainqueur des barrages pré-Sudamericana - Deportivo La Guaira - Vainqueur des barrages pré-Sudamericana | - Cerro Porteño - 1er du classement cumulé 2013 - Club Libertad - 4e du classement cumulé 2013 - Club Deportivo Capiatá - 5e du classement cumulé 2013 - Club General Díaz - 6e du classement cumulé 2013 - Club Alianza Lima - 4e du classement cumulé 2013 - Universidad César Vallejo - 5e du classement cumulé 2013 - Universidad Técnica de Cajamarca - 6e du classement cumulé 2013 - Inti Gas - 7e du classement cumulé 2013 - Danubio Fútbol Club - Champion d'Uruguay 2013-2014 - River Plate - 3e du classement cumulé 2013-2014 - Club Atlético Peñarol - 5e du classement cumulé 2013-2014 - Club Atlético Rentistas - 6e du classement cumulé 2013-2014 - Caracas Futbol Club - Vainqueur de la Copa Venezuela 2013 - Club Atlético Rentistas - 5e du classement cumulé 2013-2014 - Trujillanos Fútbol Club - Vainqueur des barrages pré-Sudamericana - Deportivo La Guaira - Vainqueur des barrages pré-Sudamericana | - Cerro Porteño - 1er du classement cumulé 2013 - Club Libertad - 4e du classement cumulé 2013 - Club Deportivo Capiatá - 5e du classement cumulé 2013 - Club General Díaz - 6e du classement cumulé 2013 - Club Alianza Lima - 4e du classement cumulé 2013 - Universidad César Vallejo - 5e du classement cumulé 2013 - Universidad Técnica de Cajamarca - 6e du classement cumulé 2013 - Inti Gas - 7e du classement cumulé 2013 - Danubio Fútbol Club - Champion d'Uruguay 2013-2014 - River Plate - 3e du classement cumulé 2013-2014 - Club Atlético Peñarol - 5e du classement cumulé 2013-2014 - Club Atlético Rentistas - 6e du classement cumulé 2013-2014 - Caracas Futbol Club - Vainqueur de la Copa Venezuela 2013 - Club Atlético Rentistas - 5e du classement cumulé 2013-2014 - Trujillanos Fútbol Club - Vainqueur des barrages pré-Sudamericana - Deportivo La Guaira - Vainqueur des barrages pré-Sudamericana | - Cerro Porteño - 1er du classement cumulé 2013 - Club Libertad - 4e du classement cumulé 2013 - Club Deportivo Capiatá - 5e du classement cumulé 2013 - Club General Díaz - 6e du classement cumulé 2013 - Club Alianza Lima - 4e du classement cumulé 2013 - Universidad César Vallejo - 5e du classement cumulé 2013 - Universidad Técnica de Cajamarca - 6e du classement cumulé 2013 - Inti Gas - 7e du classement cumulé 2013 - Danubio Fútbol Club - Champion d'Uruguay 2013-2014 - River Plate - 3e du classement cumulé 2013-2014 - Club Atlético Peñarol - 5e du classement cumulé 2013-2014 - Club Atlético Rentistas - 6e du classement cumulé 2013-2014 - Caracas Futbol Club - Vainqueur de la Copa Venezuela 2013 - Club Atlético Rentistas - 5e du classement cumulé 2013-2014 - Trujillanos Fútbol Club - Vainqueur des barrages pré-Sudamericana - Deportivo La Guaira - Vainqueur des barrages pré-Sudamericana | - Cerro Porteño - 1er du classement cumulé 2013 - Club Libertad - 4e du classement cumulé 2013 - Club Deportivo Capiatá - 5e du classement cumulé 2013 - Club General Díaz - 6e du classement cumulé 2013 - Club Alianza Lima - 4e du classement cumulé 2013 - Universidad César Vallejo - 5e du classement cumulé 2013 - Universidad Técnica de Cajamarca - 6e du classement cumulé 2013 - Inti Gas - 7e du classement cumulé 2013 - Danubio Fútbol Club - Champion d'Uruguay 2013-2014 - River Plate - 3e du classement cumulé 2013-2014 - Club Atlético Peñarol - 5e du classement cumulé 2013-2014 - Club Atlético Rentistas - 6e du classement cumulé 2013-2014 - Caracas Futbol Club - Vainqueur de la Copa Venezuela 2013 - Club Atlético Rentistas - 5e du classement cumulé 2013-2014 - Trujillanos Fútbol Club - Vainqueur des barrages pré-Sudamericana - Deportivo La Guaira - Vainqueur des barrages pré-Sudamericana |

## Compétition

### Premier tour
Lors de celui-ci, les clubs issus des fédérations autre que le Brésil et l'Argentine disputent un premier match aller-retour contre un club d'un pays de leur zone.
| Équipe 1                         | Résultat      | Équipe 2                  | Aller | Retour |
| -------------------------------- | ------------- | ------------------------- | ----- | ------ |
| Inti Gas                         | 0 - 2         | Caracas Futbol Club       | 0 - 1 | 0 - 1  |
| Barcelona Sporting Club          | 3 - 0         | Club Alianza Lima         | 3 - 0 | 0 - 0  |
| Deportivo La Guaira              | 1 - 2         | Atlético Nacional         | 1 - 1 | 0 - 1  |
| Itagüí Ditaires                  | 2 - 3         | Club Sport Emelec         | 1 - 1 | 1 - 2  |
| Universidad Técnica de Cajamarca | 0 - 3         | Asociación Deportivo Cali | 0 - 0 | 0 - 3  |
| Millonarios Fútbol Club          | 3 - 4         | Universidad César Vallejo | 1 - 2 | 2 - 2  |
| Trujillanos Fútbol Club          | 1 - 2         | Independiente del Valle   | 0 - 1 | 1 - 1  |
| CD Universidad Católica          | 2 - 2 5-4 tab | Deportivo Anzoátegui      | 1 - 1 | 1 - 1  |

| Équipe 1                      | Résultat | Équipe 2                         | Aller | Retour |
| ----------------------------- | -------- | -------------------------------- | ----- | ------ |
| Club Deportivo Huachipato     | 6 - 3    | Club Deportivo San José          | 3 - 1 | 3 - 2  |
| Universitario de Sucre        | 2 - 1    | Club de Deportes Iquique         | 2 - 0 | 0 - 1  |
| Club Deportivo Capiatá        | 5 - 3    | Danubio Fútbol Club              | 3 - 1 | 2 - 2  |
| Club Atlético Rentistas       | 1 - 2    | Cerro Porteño                    | 0 - 2 | 1 - 0  |
| Club General Díaz             | 4 - 3    | Club de Deportes Cobresal        | 2 - 1 | 2 - 2  |
| Club Atlético Nacional Potosí | 1 - 3    | Club Libertad                    | 1 - 0 | 0 - 3  |
| CD Universidad Católica       | 0 - 4    | CA River Plate                   | 0 - 1 | 0 - 3  |
| Club Atlético Peñarol         | 6 - 1    | Club Deportivo Jorge Wilstermann | 2 - 0 | 4 - 1  |

### Deuxième phase
Lors du deuxième tour, les clubs argentins et brésiliens entrent en compétition et s'affrontent entre clubs du même pays. Les qualifiés issus de la première phase s'affrontent à nouveau, un club de la zone Nord rencontrant obligatoirement un club de la zone Sud.
| Équipe 1                    | Résultat | Équipe 2                   | Aller | Retour |
| --------------------------- | -------- | -------------------------- | ----- | ------ |
| Club Atlético Peñarol       | 3 - 2    | Asociación Deportivo Cali  | 2 - 2 | 1 - 0  |
| Barcelona Sporting Club     | 1 - 2    | Club Libertad              | 1 - 0 | 0 - 2  |
| Club Deportivo Capiatá      | 4 - 2    | Caracas Futbol Club        | 1 - 1 | 3 - 1  |
| Atlético Nacional           | 3e - 3   | Club General Díaz          | 0 - 2 | 3 - 1  |
| Club Deportivo Huachipato   | 2 - 1    | CD Universidad Católica    | 2 - 0 | 0 - 1  |
| Independiente del Valle     | 1 - 3    | Cerro Porteño              | 1 - 0 | 0 - 3  |
| Universitario de Sucre      | 2 - 5    | Universidad César Vallejo  | 2 - 2 | 0 - 3  |
| Club Sport Emelec           | 2 - 5    | CA River Plate             | 2 - 2 | 0 - 3  |
| Godoy Cruz                  | 0 - 3    | Club Atlético River Plate  | 0 - 1 | 0 - 2  |
| CA Rosario Central          | 1 - 4    | Club Atlético Boca Juniors | 1 - 1 | 0 - 3  |
| Gimnasia y Esgrima La Plata | 1 - 4    | Estudiantes de La Plata    | 0 - 0 | 0 - 1  |
| Sport Club do Recife        | 1 - 3    | Esporte Clube Vitória      | 0 - 1 | 1 - 2  |
| Fluminense Football Club    | 2 - 2e   | Goiás Esporte Clube        | 2 - 1 | 0 - 1  |
| Criciúma Esporte Clube      | 2 - 3    | São Paulo Futebol Clube    | 2 - 1 | 0 - 2  |
| Sport Club Internacional    | 1 - 3    | Esporte Clube Bahia        | 0 - 2 | 1 - 1  |

### Huitièmes de finale
Le tenant du titre, le Club Atlético Lanús, retrouve les quinze autres clubs qualifiés. Le tirage au sort des huitièmes de finale est total.
| Équipe 1                | Résultat      | Équipe 2                  | Aller | Retour |
| ----------------------- | ------------- | ------------------------- | ----- | ------ |
| Atlético Nacional       | 3 - 2         | Esporte Clube Vitória     | 2 - 2 | 1 - 0  |
| CA Boca Juniors         | 1 - 1 4-3 tab | Club Deportivo Capiatá    | 0 - 1 | 1 - 0  |
| Club Libertad           | 1 - 5         | Club Atlético River Plate | 1 - 3 | 0 - 2  |
| São Paulo Futebol Clube | 4 - 2         | Club Deportivo Huachipato | 1 - 0 | 3 - 2  |
| Club Sport Emelec       | 1 - 1 6-5 tab | Goiás Esporte Clube       | 1 - 0 | 0 - 1  |
| Estudiantes de La Plata | 3 - 3 3-1 tab | Club Atlético Peñarol     | 2 - 1 | 1 - 2  |
| Cerro Porteño           | 3 - 2         | Club Atlético LanúsT      | 2 - 1 | 1 - 1  |
| Esporte Clube Bahia     | 2 - 2 6-7 tab | Universidad César Vallejo | 2 - 0 | 0 - 2  |

### Quarts de finale
| Équipe 1                | Résultat | Équipe 2                  | Aller | Retour |
| ----------------------- | -------- | ------------------------- | ----- | ------ |
| Atlético Nacional       | 2 - 0    | Universidad César Vallejo | 1 - 0 | 1 - 0  |
| São Paulo Futebol Clube | 6 - 5    | Club Sport Emelec         | 4 - 2 | 2 - 3  |
| CA Boca Juniors         | 5 - 1    | Cerro Porteño             | 1 - 0 | 4 - 1  |
| Estudiantes de La Plata | 3 - 5    | Club Atlético River Plate | 1 - 2 | 2 - 3  |

### Demi-finales
Le tirage au sort des demi-finales est orienté afin que les deux clubs argentins se rencontrent, dans le but d'éviter une finale entre deux clubs d'un même pays.
| Équipe 1                   | Résultat      | Équipe 2                  | Aller | Retour |
| -------------------------- | ------------- | ------------------------- | ----- | ------ |
| Atlético Nacional          | 1 - 1 4-1 tab | São Paulo Futebol Clube   | 1 - 0 | 0 - 1  |
| Club Atlético Boca Juniors | 0 - 1         | Club Atlético River Plate | 0 - 0 | 0 - 1  |

### Finale
| Finale aller          | Atlético Nacional | 1 - 1 | Club Atlético River Plate | Complexe sportif Atanasio-Girardot, Medellín     |                                                  |
| 3 décembre 2014 19:15 | Berrío 34e        |       | 65e Pisculichi            | Spectateurs : 44 412 Arbitrage : Ricardo Marques | Spectateurs : 44 412 Arbitrage : Ricardo Marques |
| 3 décembre 2014 19:15 | (Rapport)         |       |                           | Spectateurs : 44 412 Arbitrage : Ricardo Marques | Spectateurs : 44 412 Arbitrage : Ricardo Marques |

| Finale retour          | Club Atlético River Plate  | 2 - 0 | Atlético Nacional | Stade Monumental, Buenos Aires                 |                                                |
| 10 décembre 2014 21:15 | Mercado 54e · Pezzella 58e |       |                   | Spectateurs : 68 500 Arbitrage : Darío Ubriaco | Spectateurs : 68 500 Arbitrage : Darío Ubriaco |
| 10 décembre 2014 21:15 | (Rapport)                  |       |                   | Spectateurs : 68 500 Arbitrage : Darío Ubriaco | Spectateurs : 68 500 Arbitrage : Darío Ubriaco |

| Vainqueur de la Copa Sudamericana 2014  |
| --------------------------------------- |
| Drapeau de l'Argentine                  |
| Club Atlético River Plate Premier titre |